# Rhaphuma chewi
Rhaphuma chewi là một loài bọ cánh cứng trong họ Cerambycidae.